# HU-308
L'HU-308 è un cannabinoide sintetico messo a punto dal gruppo del prof. Raphael Mechoulam dell'Università Ebraica di Gerusalemme.
Ha un'attività specifica per il recettore cannabinoide CB2.